# 猫鳴り
『猫鳴り』（ねこなり）は、日本の小説家沼田まほかるによる小説。
『小説推理』にて2007年1月号から同年6月号まで連載される。単行本は、2007年8月20日に双葉社より刊行された。単行本のカバー写真は、星野博美による。単行本の装丁は、緒方修一による。文庫版は、2010年9月16日に双葉文庫より刊行された。同年末、本の雑誌社の『おすすめ文庫王国 2010-2011』のエンターテインメント部門で第1位に選ばれる。文庫版は、刊行後1年で10万部に到達している。

## あらすじ
信枝は、夫の藤治と17年間連れ添った後に妊娠するが、6か月後に流産してしまう。信枝は、チェルノブイリ原子力発電所事故が発生した1986年のある日、庭で仔猫を見つけ、家から離れた場所に捨てる。しかし、何回捨てに行っても、仔猫は信枝の家のそばまで戻ってくる。信枝と藤治は結局、その仔猫を飼うことにする。仔猫の肩には傷があったが、飼い始めると、みるみるうちに治っていった。当初、信枝や藤治は、その仔猫のことを「チビ」と呼んでいたが、仔猫を見にきたという少女、アヤメが「モンちゃん」と呼んでいることを知ってからは、「モンちゃん」と呼ぶようになる。

## 主な登場人物
信枝
40歳。
藤治
大工。信枝の夫。52歳。
浩市
大工。
アヤメ
少女。

## 書評
ライターの瀧井朝世は、「したたかに生きた猫が寿命をまっとうする様を見つめ、厳粛に命と向き合う境地に至る人間の心模様。その静かだが力強い筆致は見事というしかない」と評価している。書評家の豊﨑由美は、「モンの姿を通して登場人物らの心の襞に分け入っていく作者の力強い筆致が印象的」「猫を看取った経験がある人なら、首の骨がはずれるほどうなずきながら号泣すること必至」と評価している。